# Macio Moretti
Macio Moretti, właściwie Maciej Jerzy Moruś (ur. 4 lipca 1975 w Środzie Wielkopolskiej) – polski muzyk, kompozytor, wokalista, autor tekstów i multiinstrumentalista, a także projektant graficzny, współzałożyciel wytwórni płytowej Lado ABC.
Perkusista zespołu Starzy Singers, muzyk newjazzowej formacji Mitch & Mitch jak również wielu innych zespołów: ParisTetris, Baaba, Baaba Kulka, Mołr Drammaz, Bassisters Orchestra, Shofar, Królowie Życia, Alte Zachen.
Pracował jako grafik w Przekroju, projektuje okładki płyt m.in. dla Hey (Fryderyki za Echosystem i Miłość! Uwaga! Ratunku! Pomocy!) czy Voo Voo.
Od 2020 prowadzi na antenie newonce.radio audycję Jezioro, łabędzie.
Laureat nagród Fenomen Przekroju 2010 i Paszport „Polityki” 2010 w kategorii Muzyka Popularna.

## Wybrana dyskografia
- Baaba – Con Gas! (2001, Teeto Records)[6]
- Antigama – Intellect Made Us Blind (2002, The Flood Records)[7]
- Mołr Drammaz – Very Vs Very (2004, Mik.Musik.!.)[8]
- Bassisters Orchestra – Live At Wrzeszcz (2004, Asfalt Records)[9]
- Andruchowycz, Trzaska – Andruchoid (2005, Kilogram Records)[10]
- Trzaska, Friis, Uuskyla – Orangeada (2006, Kilogram Records; oprawa graficzna)[11]
- Fisz Emade – Piątek 13 (2006, Asfalt Records)[12]
- Rogiński, Trzaska, Moretti – Shofar (2007, Kilogram Records)[13]
- Robert Piotrowicz – Lasting Clinamen (2008, Musica Genera; oprawa graficzna)[14]
- Rogiński, Masecki, Moretti – 2525252525 (2008, Lado ABC)[15]
- Anna Zaradny – Mauve Cycles (2008, Musica Genera; oprawa graficzna)[16]
- Ergo Phizmiz with Macio Moretti & Piotr Zabrodski – Live In Warsaw (2009, Free Music Archive)[17]
- Paristetris – Paristetris (2009, Lado ABC)[18]
- Baaba – Disco Externo (2010, Lado ABC)[19]
- Mołr Drammaz & Deuce & Laszlo Band – Amateurs, Professionals And No Refrains (2010, Diskono)[20]
- Marcin Masecki – John (2010, Lado ABC; oprawa graficzna)[21]
- Lenny Valentino – Off Festival Live 2006 (2011, EMI Music Poland)[22]
- Alte Zachen – Total Gimel (2012, Lado ABC)[23]